# Brand (Naturschutzgebiet)
Der Brand ist ein Naturschutzgebiet in den niedersächsischen Gemeinden Nienhagen in der Samtgemeinde Wathlingen im Landkreis Celle und Uetze in der Region Hannover.

## Allgemeines
Das Naturschutzgebiet mit den Kennzeichen NSG LÜ 140 und NSG HA 105 ist circa 483 ha groß. Davon entfallen 476,5 ha auf den Landkreis Celle und 6,5 ha auf die Region Hannover. Ein 464 ha großer Teil des Naturschutzgebietes bildet das gleichnamige FFH-Gebiet. Ein 14 ha großer Bereich im Norden des Naturschutzgebietes ist seit 1974 als Naturwaldreservat ausgewiesen. Hier wird der Wald sich weitgehend selbst überlassen. Im Süden grenzt ein kleiner Teil des Naturschutzgebietes an das Landschaftsschutzgebiet „Schilfbruch“. Das Gebiet steht seit dem 21. Dezember 1985 unter Naturschutz. Anfang 2019 wurde die Schutzgebietsverordnung neu gefasst und das zuvor circa 478 Hektar große Naturschutzgebiet auf seine heutige Größe erweitert. Zuständige untere Naturschutzbehörden sind der Landkreis Celle und die Region Hannover.

## Beschreibung
Das Naturschutzgebiet „Brand“ liegt südlich von Celle. Es stellt ein Waldgebiet unter Schutz, das auf lehmigem Aueboden in der Flussaue der Thöse und Aue wächst. Seit dem Ausbau von Thöse und Aue bleiben die gelegentlichen Hochwasser allerdings aus.
Das Waldgebiet ist in den feuchten Bereichen von Erlen-, Eschen- und Eichenbeständen geprägt. Reste des alten Auwaldes sind hier noch erkennbar. Auf den höher gelegenen, trockeneren Flächen wachsen Eichen-, Hainbuchen- und Rotbuchenbestände.
Im Naturschutzgebiet sind zahlreiche Kleingewässer zu finden. Diese sind Lebensraum unter anderem des Kammmolchs.
Das am Rand des Waldgebietes liegende Erdölwerk im Westen und das ehemalige Barackenlager einer Munitionsanstalt im Süden sind nicht in das Naturschutzgebiet einbezogen. Östlich des Naturschutzgebietes befindet sich die Abraumhalde des ehemaligen Kaliwerks Niedersachsen. Durch das Waldgebiet verläuft die Kreisstraße 59, die Nienhagen mit Hänigsen und Ehlershausen verbindet, sowie die Trasse einer ehemaligen Industrie- und Grubenanschlussbahn von der Bahnstrecke Lehrte–Celle in Ehlershausen zu den Industrieanlagen und dem Barackenlager in Wathlingen und Hänigsen.